# ハイマン・デュラート

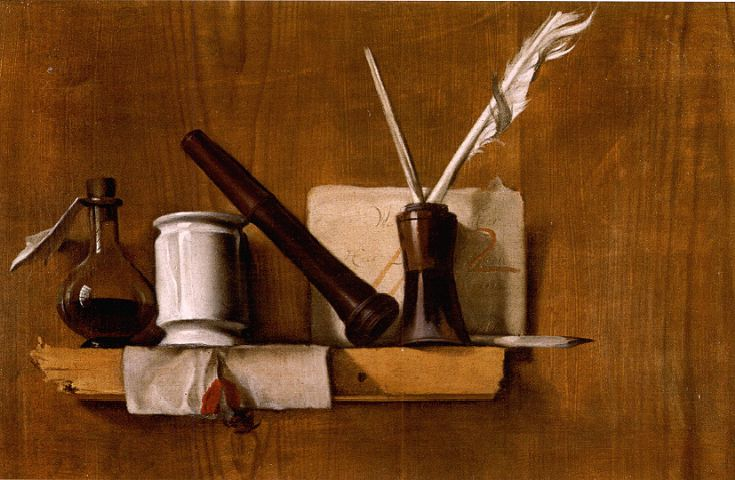
デュラートによるトロンプ・ルイユ

ハイマン・デュラート（Heyman Dullaert、姓は Dullaartとも、1636年2月6日 - 1684年5月6日）は、オランダの画家、詩人である。画家のレンブラント・ファン・レインの弟子であったが、画家よりも詩人としてのほうが有名であったとされている。

## 略歴
ロッテルダムで生まれた。1653年から1656年の間、レンブラント(1606-1669)の弟子であった。画家としては肖像画や風俗画、「トロンプ・ルイユ」と呼ばれる現実と錯覚させることを意図した静物画を描いた。作品はオランダのエーデのクレラー・ミュラー美術館などに収蔵されている。
18世紀初めに画家の伝記を出版したアルノルト・ホウブラーケンによれば、画家としてより詩人として有名であるとされ.「Aan myne uitbrandende kaerse」や 「Een korenwanner aan de winden」といった恋愛を扱ったソネットの作者として知られ、これらの詩は詩人ヘーリット・コムレイ(Gerrit Komrij: 1944-2012)が編集した「17世紀と18世紀のオランダの詩(De Nederlandse poëzie van de 17e en 18e eeuw) 」に収録された。
ロッテルダムで没した。

## 作品

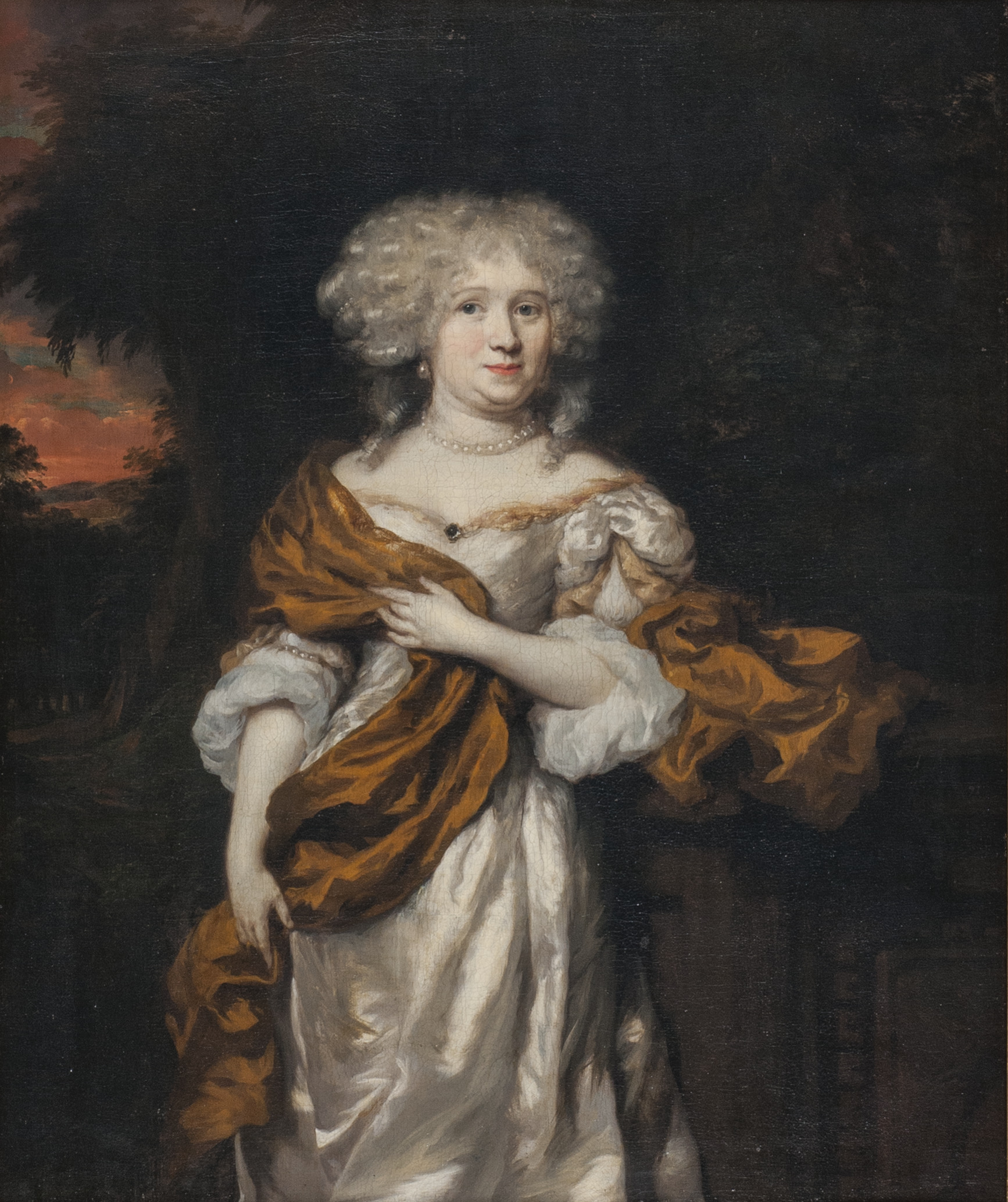
Maria Fagelとされる女性の肖像画
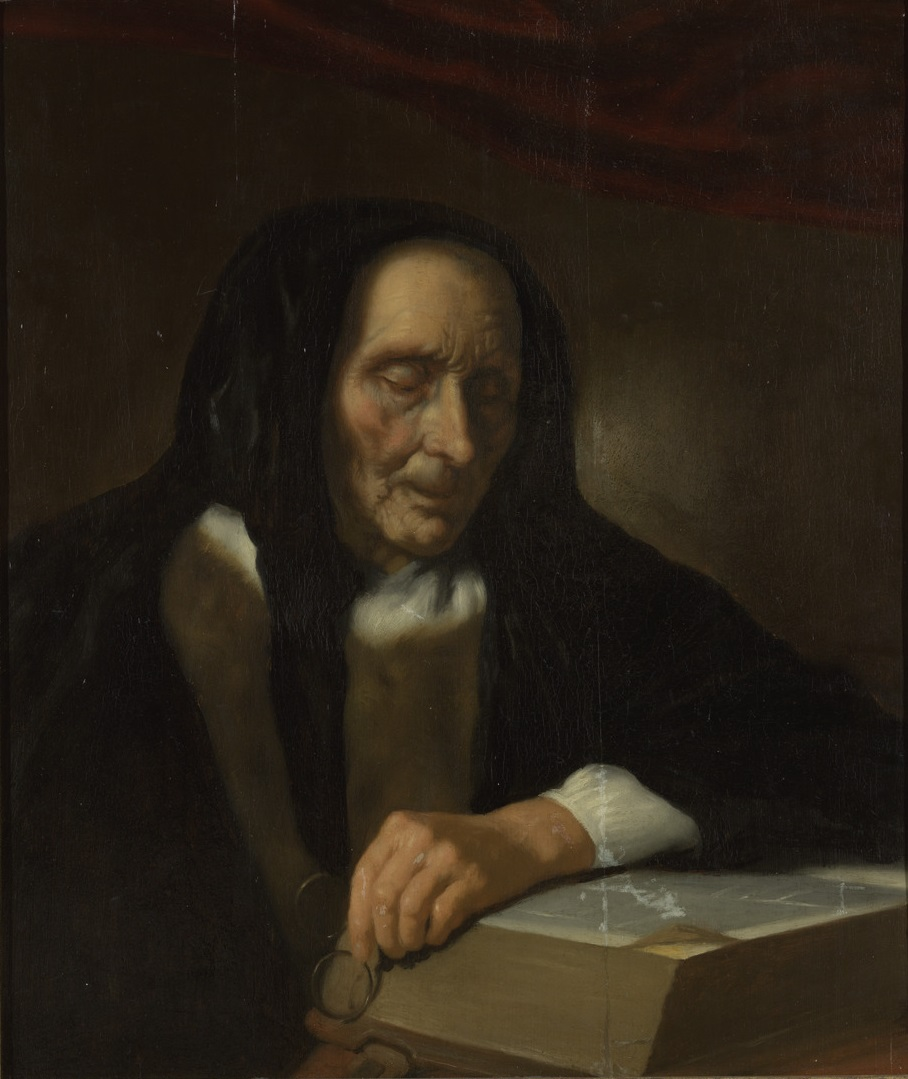
読書する老女
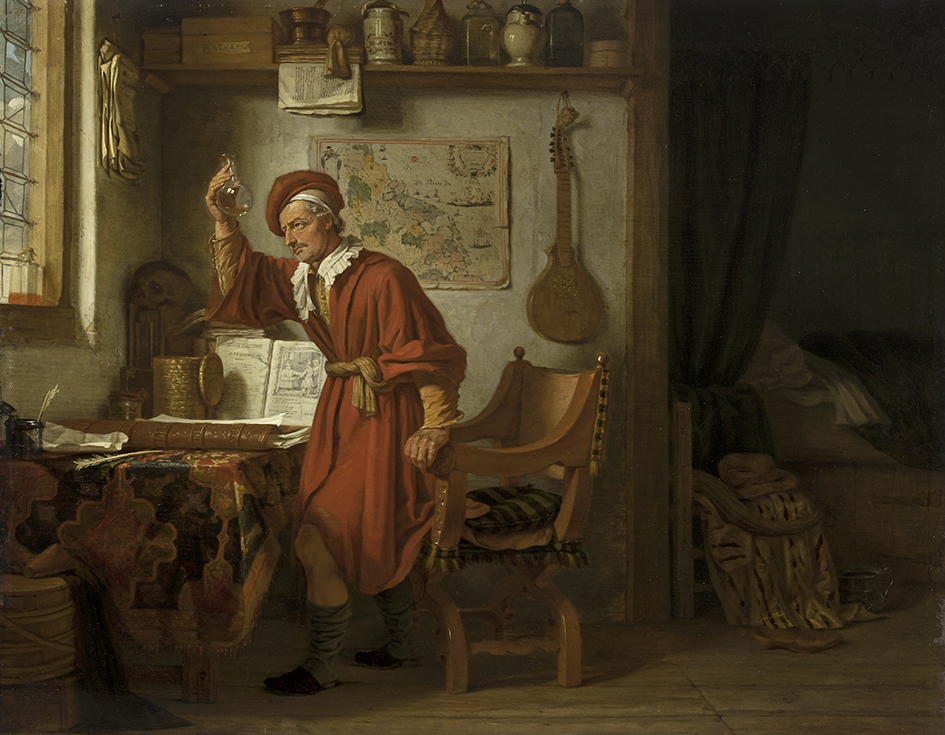
尿検査する人物